# Langenbach (Our, Schönberg)
Der Langenbach ist ein linker und südöstlicher Zufluss der Our.

## Verlauf
Der Langenbach entspringt südwestlich vom Wagenheck. Er mündet südwestlich von Schönberg in die Our.